# Василе, Штефан
Штефан Василе (рум. Ştefan Vasile; 17 февраля 1982, Брэила) — румынский гребец-байдарочник, выступал за сборную Румынии в середине 2000-х — начале 2010-х годов. Участник двух летних Олимпийских игр, трижды серебряный и дважды бронзовый призёр чемпионатов Европы, победитель многих регат национального и международного значения.

## Биография
Штефан Василе родился 17 февраля 1982 года в городе Брэила. Активно заниматься греблей начал с раннего детства, проходил подготовку в Бухаресте в столичном спортивном клубе «Стяуа».
Благодаря череде удачных выступлений удостоился права защищать честь страны на летних Олимпийских играх 2004 года в Афинах — в двойках на пятистах метрах вместе с напарником Марьяном Бэбаном остановился на стадии полуфиналов, тогда как с четырёхместным экипажем, куда также вошли гребцы Василе Курузан, Марьян Бэбан и Александру Чаушу, на тысяче метрах сумел дойти до финала, однако в решающем заезде финишировал только седьмым.
Первого серьёзного успеха на взрослом международном уровне добился в 2005 году, когда попал в основной состав румынской национальной сборной и побывал на чемпионате Европы в польской Познани, откуда привёз награды бронзового и серебряного достоинства, выигранные в зачёте четырёхместных байдарок на дистанциях 500 и 1000 метров соответственно. Год спустя завоевал серебряную медаль на аналогичных соревнованиях в чешском Рачице, финишировал вторым в полукилометровом зачёте байдарок-четвёрок.
После длительного перерыва в 2011 году Василе вернулся в большой спорт и продолжил принимать участие в крупнейших международных регатах. Так, в этом сезоне он выступил европейском первенстве в Белграде, где стал бронзовым призёром в четвёрках на тысяче метрах. В следующем году добавил в послужной список серебряную медаль, полученную в той же дисциплине на чемпионате Европы в Загребе. Будучи одним из лидеров гребной команды Румынии, благополучно прошёл квалификацию на Олимпийские игры 2012 года в Лондоне — на сей раз в финале километровой программы четвёрок пришёл к финишу восьмым. Вскоре по окончании этих соревнований принял решение завершить карьеру профессионального спортсмена, уступив место в сборной молодым румынским гребцам.